# الغويرية
الغويرية هي بلدة تقع في بلدية الخور بدولة قطر. كانت الغويرية في السابق إحدى بلديات قطر قبل دمجها مع بلدية الخور والذخيرة الواقعة شرقها في عام 2004. ينتمي أغلب سكانها إلى قبيلة النعيمي منذ مطلع عشرينات القرن العشرين.
تقع الغويرية بين الدوحة والشمال رابطةً الشمال بالعاصمة. وتتميز بقربها من مدينة الخور الواقعة على الساحل الشمالي الشرقي للبلاد، والقرب من منطقة الزبارة الأثرية ودخان غربًا.

## أصل التسمية
الغويريَّة هو تصغير للفظ الغارية. هنالك تفسيران محتملان حول أصل اسم الغويرية أولهما أنَّه مشتق من اسم نبات الغارية نفسه. يعتبر هذا غير مرجح لأن هذه العائلة من النباتات غير موجودة في قطر. أمَّا التفسير الأكثر منطقية هو أن الاسم مشتق من كلمة غار بمعنى كهف، وهو ما يدلل عليه وجود كهفين بارزين قريبين في المنطقة.

## لمحة تاريخية
ذكرت معلومات عن الغويرية في موسوعة دليل الخليج وعمان ووسط الجزيرة العربية لجون غوردون لوريمر (1908). يصفها لوريمر بأنها أرض تخييم للبدو الرحل على بعد 12 ميلًا جنوب غربي الحويلة ويذكر وجود بئر قريب بعمق 8 قامات ينتج عنه مياه حسنة.
وبعد أن بدأت قطر جني أرباح كبيرة من أنشطة استخراج النفط خلال ستينيات وسبعينيات القرن العشرين، أطلقت الحكومة العديد من المشاريع الإسكانية لمواطنيها في المنطقة. وكجزء من هذه المبادرة، تم بناء 55 منزلاً في الغويرية بحلول عام 1976.
وفقًا لوزارة البلدية والبيئة، بلغ عدد الأسر داخل حدود البلدة نحو 65 أسرة في عام 2014.

## التقسيم الإداري

### بلدية الغويرية

موقع بلدية الغويرية سابقًا

كانت الغويرية إحدى بلديات قطر حتى عام 2004 حين دُمجت مع الخور والدخيرة. لم يكن يتبع للغويرية أي مدن أو بلدات أخرى مدونة في التعدادات الرسمية. ينتمي أغلب سكان مدينة الغويرية إلى قبيلة النعيمي القاطنة في قطر، والتي تعود هجرتهم إليها في وقت مبكر. ويبلغ تعداد سكانها حوالي 2,159 نسمة (إحصائيات 2004).
في تعداد عام 2004، بلغ التعداد الكلي للسكان 2,159 نسمة. كان منهم 1,666 نسمة من المسلمين، و 52 نسمة من المسيحيين، في حين كان 441 نسمة ينتمون لأديان أخرى.
يفصّل الجدول التالي إحصاءات المواليد الأحياء المُسجّلة تبعًا للجنسية والجنس في الغويرية. تحدد أماكن الولادة تبعًا لبلدية الأم عند الولادة.
| المواليد المُسجّلة حسب الجنسية والجنس | المواليد المُسجّلة حسب الجنسية والجنس | المواليد المُسجّلة حسب الجنسية والجنس | المواليد المُسجّلة حسب الجنسية والجنس | المواليد المُسجّلة حسب الجنسية والجنس | المواليد المُسجّلة حسب الجنسية والجنس | المواليد المُسجّلة حسب الجنسية والجنس | المواليد المُسجّلة حسب الجنسية والجنس | المواليد المُسجّلة حسب الجنسية والجنس | المواليد المُسجّلة حسب الجنسية والجنس |
| السنة                               | قطريون                              | قطريون                              | قطريون                              | أجانب                               | أجانب                               | أجانب                               | المجموع                             | المجموع                             | المجموع                             |
| السنة                               | ذكور                                | إناث                                | المجموع                             | ذكور                                | إناث                                | المجموع                             | ذكور                                | إناث                                | المجموع                             |
| ----------------------------------- | ----------------------------------- | ----------------------------------- | ----------------------------------- | ----------------------------------- | ----------------------------------- | ----------------------------------- | ----------------------------------- | ----------------------------------- | ----------------------------------- |
| 1984                                | 2                                   | 5                                   | 7                                   | 1                                   | 2                                   | 3                                   | 3                                   | 7                                   | 10                                  |
| 1985                                | 5                                   | 1                                   | 6                                   | 2                                   | 2                                   | 4                                   | 7                                   | 3                                   | 10                                  |
| 1986                                | 1                                   | 3                                   | 4                                   | 3                                   | 1                                   | 4                                   | 4                                   | 4                                   | 8                                   |
| 1987                                | 6                                   | 5                                   | 11                                  | 1                                   | 3                                   | 4                                   | 7                                   | 8                                   | 15                                  |
| 1988                                | 2                                   | 4                                   | 6                                   | 1                                   | 2                                   | 3                                   | 3                                   | 6                                   | 9                                   |
| 1989                                | 7                                   | 6                                   | 13                                  | 2                                   | 3                                   | 5                                   | 9                                   | 9                                   | 18                                  |
| 1990                                | 3                                   | 2                                   | 5                                   | 4                                   | 1                                   | 5                                   | 7                                   | 3                                   | 10                                  |
| 1991                                | 3                                   | 3                                   | 6                                   | 0                                   | 0                                   | 0                                   | 3                                   | 3                                   | 6                                   |
| 1992                                | 1                                   | 4                                   | 5                                   | 0                                   | 3                                   | 3                                   | 1                                   | 7                                   | 8                                   |
| 1993                                | 0                                   | 4                                   | 4                                   | 1                                   | 2                                   | 3                                   | 1                                   | 6                                   | 7                                   |
| 1994                                | غ/م                                 | غ/م                                 | غ/م                                 | غ/م                                 | غ/م                                 | غ/م                                 | غ/م                                 | غ/م                                 | غ/م                                 |
| 1995                                | 2                                   | 2                                   | 4                                   | 2                                   | 2                                   | 4                                   | 4                                   | 4                                   | 8                                   |

| المواليد المُسجّلة حسب الجنسية والجنس | المواليد المُسجّلة حسب الجنسية والجنس | المواليد المُسجّلة حسب الجنسية والجنس | المواليد المُسجّلة حسب الجنسية والجنس | المواليد المُسجّلة حسب الجنسية والجنس | المواليد المُسجّلة حسب الجنسية والجنس | المواليد المُسجّلة حسب الجنسية والجنس | المواليد المُسجّلة حسب الجنسية والجنس | المواليد المُسجّلة حسب الجنسية والجنس | المواليد المُسجّلة حسب الجنسية والجنس |
| السنة                               | قطريون                              | قطريون                              | قطريون                              | أجانب                               | أجانب                               | أجانب                               | المجموع                             | المجموع                             | المجموع                             |
| السنة                               | ذكور                                | إناث                                | المجموع                             | ذكور                                | إناث                                | المجموع                             | ذكور                                | إناث                                | المجموع                             |
| ----------------------------------- | ----------------------------------- | ----------------------------------- | ----------------------------------- | ----------------------------------- | ----------------------------------- | ----------------------------------- | ----------------------------------- | ----------------------------------- | ----------------------------------- |
| 1996                                | 2                                   | 0                                   | 2                                   | 1                                   | 0                                   | 1                                   | 3                                   | 0                                   | 3                                   |
| 1997                                | 1                                   | 4                                   | 5                                   | 1                                   | 0                                   | 1                                   | 2                                   | 4                                   | 6                                   |
| 1998                                | 5                                   | 0                                   | 5                                   | 2                                   | 3                                   | 5                                   | 7                                   | 3                                   | 10                                  |
| 1999                                | 1                                   | 2                                   | 3                                   | 4                                   | 4                                   | 8                                   | 5                                   | 6                                   | 11                                  |
| 2000                                | 3                                   | 4                                   | 7                                   | 7                                   | 4                                   | 11                                  | 10                                  | 8                                   | 18                                  |
| 2001                                | 4                                   | 1                                   | 5                                   | 2                                   | 2                                   | 4                                   | 6                                   | 3                                   | 9                                   |
| 2002                                | 5                                   | 2                                   | 7                                   | 3                                   | 4                                   | 7                                   | 8                                   | 6                                   | 14                                  |
| 2003                                | 6                                   | 3                                   | 9                                   | 2                                   | 5                                   | 7                                   | 8                                   | 8                                   | 16                                  |
| 2004                                | 23                                  | 30                                  | 53                                  | 19                                  | 15                                  | 34                                  | 42                                  | 45                                  | 87                                  |
| 2005                                | 5                                   | 5                                   | 10                                  | 7                                   | 2                                   | 9                                   | 12                                  | 7                                   | 19                                  |
| 2006                                | 7                                   | 4                                   | 11                                  | 3                                   | 7                                   | 10                                  | 10                                  | 11                                  | 21                                  |
| 2007                                | 2                                   | 6                                   | 8                                   | 2                                   | 1                                   | 3                                   | 4                                   | 7                                   | 11                                  |

### الحكومة المحلية
اسند إلى الغويرية مقر الدائرة رقم 29 بعد إجراء أول انتخابات حرة للمجلس البلدي المركزي في قطر عام 1999. وظلت مركز الدائرة رقم 29 للدورات الانتخابية الثلاثة اللاحقة حتى الانتخابات البلدية الخامسة في عام 2015، عندما أصبحت مقعدًا للدائرة رقم 28. وتقع ضمن دائرتها أيضًا جزء من السوييلية، وأم الماء، والداودية، وعين النعمان، وجنوب الزبارة، وعين سنان، وأبو السنيم.
فاز في الانتخابات البلدية الأولى عام 1999 ناصر عبد الله الكعبي بنسبة 66.1% من الأصوات أي ما يعادل 115 صوتًا. وحلّ في المرتبة الثانية مبارك عبد الله النعيمي الذي بلغت حصته من الأصوات 29.3% أي 51 صوتًا. بلغت نسبة إقبال الناخبين 87%. فاز الكعبي بمقعده مجددًا في دورتي عام 2002 وعام 2007. خسر الكعبي مقعده في انتخابات عام 2011 (الدورة الرابعة) لصالح سعيد مبارك الراشدي، الذي احتفظ بمقعده في انتخابات عام 2015.
اعتبارًا من عام 2017، يقع مكتب البلدية في الغويرية تحت رئاسة ناصر النعيمي.

## البنية التحتية والمرافق العامة
خدمات البنية التحتية ما زالت أقل تطورًا عن بلدات قطر الأخرى؛ حيث لا يزال الصرف الصحي بدائيًا، كما لا يقدّم مكتب البريد الوحيد خدمات حقيقية، فهو شبه «ميت».
تطورت الغويرية كثيرًا خلال العقود القليلة السابقة؛ حيث يوجد بها مركز صحي افتتح في شهر يوليو من عام 2015، وهذا رغم افتقاره لخدمة الطوارئ، ومدارس للمراحل التعليمية الأساسية الثلاث، للبنين والفتيات، وحضانة نموذجية، وهناك مجمع سكني عسكري وبجانبه مجمع سكني. كذلك افتتحت إدارة الحدائق العامة حديقة في البلدة عام 2017 بمساحة تبلغ 9234 متر مربع. وتضم الحديقة مساحة مخصصة للأطفال التي تتراوح أعمارهم من 2 إلى 5 سنوات، بالإضافة إلى منطقة خاصة بألعاب أطفال الأكبر سنًا وكراسي للجلوس، وتحتل المساحات المزروعة 20% منها بينما تحتل مناطق الألعاب والطرقات والأبنية 10% بينما يتكون الجزء الأكبر منها من صحراء فهي منطقة صحراوية.

## الجغرافيا والبيئة
يقع شمال الغويرية منخفض الماجدة الذي يزيد طوله على عدة كيلومترات.
الغويرية محاطة من جميع الجهات بسياج من الروض، مثل: روضتا الغويرية، والمايدة، وجميعها تحوي أشجارًا نادرة، وتوجد بها أنواع عدة من الطيور المهاجرة، ولا سيما خلال موسم الهطول المطري. ويقع في محيطها الغربي جزء كبير من محمية الريم، وهي واحدة من أكبر المحميات بالبلاد. هذا جعل الغويرية مقصدًا دائمًا لمحبي رياضة «المقناص» وهواة الحياة البرية، والسياحة البيئية. قامت الحكومة بتأهيل مواقع لإجراء تجارب زراعية في المنطقة.

## وصلات خارجية
- شبكة المعلومات القانونية لدول مجلس التعاون الخليجي